# Модальная алгебра
Модальная алгебра — структура {\displaystyle \langle A,\land ,\lor ,-,0,1,\Box \rangle }, где:
- {\displaystyle \langle A,\land ,\lor ,-,0,1\rangle } — булева алгебра,
- {\displaystyle \Box } — унарная операция над {\displaystyle A}, удовлетворяющая {\displaystyle \Box 1=1} и {\displaystyle \Box (x\land y)=\Box x\land \Box y} для всех {\displaystyle x,y\in A}.

Модальные алгебры являются моделями логики высказываний модальной логики, подобно тому, как булевы алгебры являются моделями классической логики. В частности, многообразие всех модальных алгебр обеспечивает алгебраическую семантику модальной логики {\displaystyle \mathrm {K} }, а решётка его подмногообразий дуально изоморфна решётке нормальных модальных логик.
Теорема Стоуна о представлении булевых алгебр может быть обобщена до двойственности Йоунссона — Тарского, согласно которой каждая модальная алгебра может быть представлена как алгебра допустимых множеств в модальном общем фрейме.
Алгебра Магари (диагонализируемая алгебра) — модальная алгебра, удовлетворяющая условию {\displaystyle \Box (-\Box x\lor x)=\Box x}; алгебры Магари соответствуют логике доказуемости.